# Вълшебница
Вълшебница е седмият студиен албум на българската поп/кънтри певица Росица Кирилова. Издаден е през 1996 от Рива Саунд.

## Песни
1. „Стоян и конче“ (3:26)
2. „Слънце мое“ (4:06)
3. „И нека любовта ни да е грях“ (3:53)
4. „Искам да танцувам“ (3:21)
5. „Хората се срещат“ (4:15)
6. „Време за нежност“ (3:10)
7. „Да бях вълшебница“ (3:37)
8. „Кажете днес добрите думи“ (4:02)
9. „Роди ме, мамо, с късмет“ (3:31)
10. „За твоя ден рожден“ (3:45)
11. „Фатална жена“ (3:03)
12. „Мене имаш, чуждо гледаш“ (3:40) – с участието на дует Шик